# Liste des capitaines de l'équipe de France de football

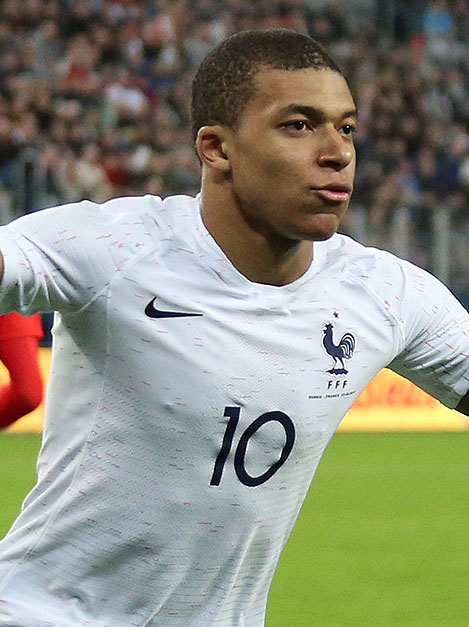
Kylian Mbappé, capitaine de la sélection depuis mars 2023.

Cet article présente la liste des capitaines de l'équipe de France masculine de football .
L'équipe de France de football est une équipe internationale de football représentant la France ; elle est membre de l'Union des associations européennes de football (UEFA). L'équipe joue son premier match international officiel le 1er mai 1904 contre la Belgique,. Depuis son premier match en compétition, plus de 800 joueurs ont effectué au moins un match international pour l'équipe et 105 en ont été capitaines.
Hugo Lloris détient le record de matchs disputés avec le brassard de capitaine, il a dirigé l'équipe 121 fois au cours de ses 145 sélections. Didier Deschamps est le capitaine ayant gagné le plus de trophées majeurs avec l'équipe de France, en remportant en tant que capitaine la Coupe du monde en 1998 et le championnat d'Europe en 2000.
Kylian Mbappé est l’actuel capitaine de l'équipe nationale depuis le 21 mars 2023.

## Histoire
Le premier capitaine de l'équipe nationale est Fernand Canelle. Il obtient le brassard lors de son premier match international contre la Belgique, le 1er mai 1904,. Le capitaine suivant est Pierre Allemane, qui avait déjà dirigé l'équipe de France aux jeux olympiques de 1900. Gaston Barreau, René Bonnet, Étienne Jourde, et Robert Lemaître sont les seuls joueurs à avoir porté le brassard de capitaine de l'équipe nationale à leurs débuts[pas clair],,,.
Maurice Cottenet est le premier gardien de but capitaine de l'équipe nationale. Alex Thépot est le deuxième, et porte le brassard à la Coupe du monde 1934. Michel Platini est le premier capitaine d'envergure internationale, lors de l'Euro 1984. En 2000, Platini est dépassé par Didier Deschamps, qui est le capitaine lorsque la France gagne pour la première fois la Coupe du monde, en 1998. Deschamps dépasse Platini lors de l'Euro 2000, battant le Portugal 2-1 en demi-finale. En finale, la France bat l'Italie, donnant à Deschamps sa seconde grande victoire en tant que capitaine.
Deschamps est ensuite remplacé par Marcel Desailly qui gagne la Coupe des Confédérations en 2001 et en 2003,.
De 2004 à 2010, lorsque Raymond Domenech est sélectionneur de l'équipe de France, le capitanat est partagé entre Patrick Vieira et Zinedine Zidane,. Zidane porte le brassard lors de la Coupe du monde 2006 et devient le premier Français, le premier capitaine et le quatrième joueur de l'histoire du football à être expulsé lors d'une finale de Coupe du monde,. À la suite de la retraite de Zidane, Vieira est désigné capitaine de l'équipe à l'Euro 2008, mais c'est Lilian Thuram qui dirige finalement l'équipe lors de la compétition, Vieira étant blessé,.
Thierry Henry est d'abord capitaine de l'équipe le 6 février 2008 lors d'un match amical contre l'Espagne quand il passe le brassard à Vieira[Quoi ?]. Il est capitaine un mois avant la Coupe du monde 2010 mais il donne son brassard à Patrice Évra qui dirige l'équipe lors de la compétition. En août 2010, Philippe Mexès est capitaine de l'équipe pour la première fois. Le mois suivant, Florent Malouda fait ses débuts dans le même rôle. De novembre 2010 à janvier 2023, Hugo Lloris est le neuvième gardien de but de l'équipe nationale à porter le brassard,.
Depuis le 21 mars 2023, Kylian Mbappé est l’actuel capitaine de l'équipe nationale.

## Capitaines

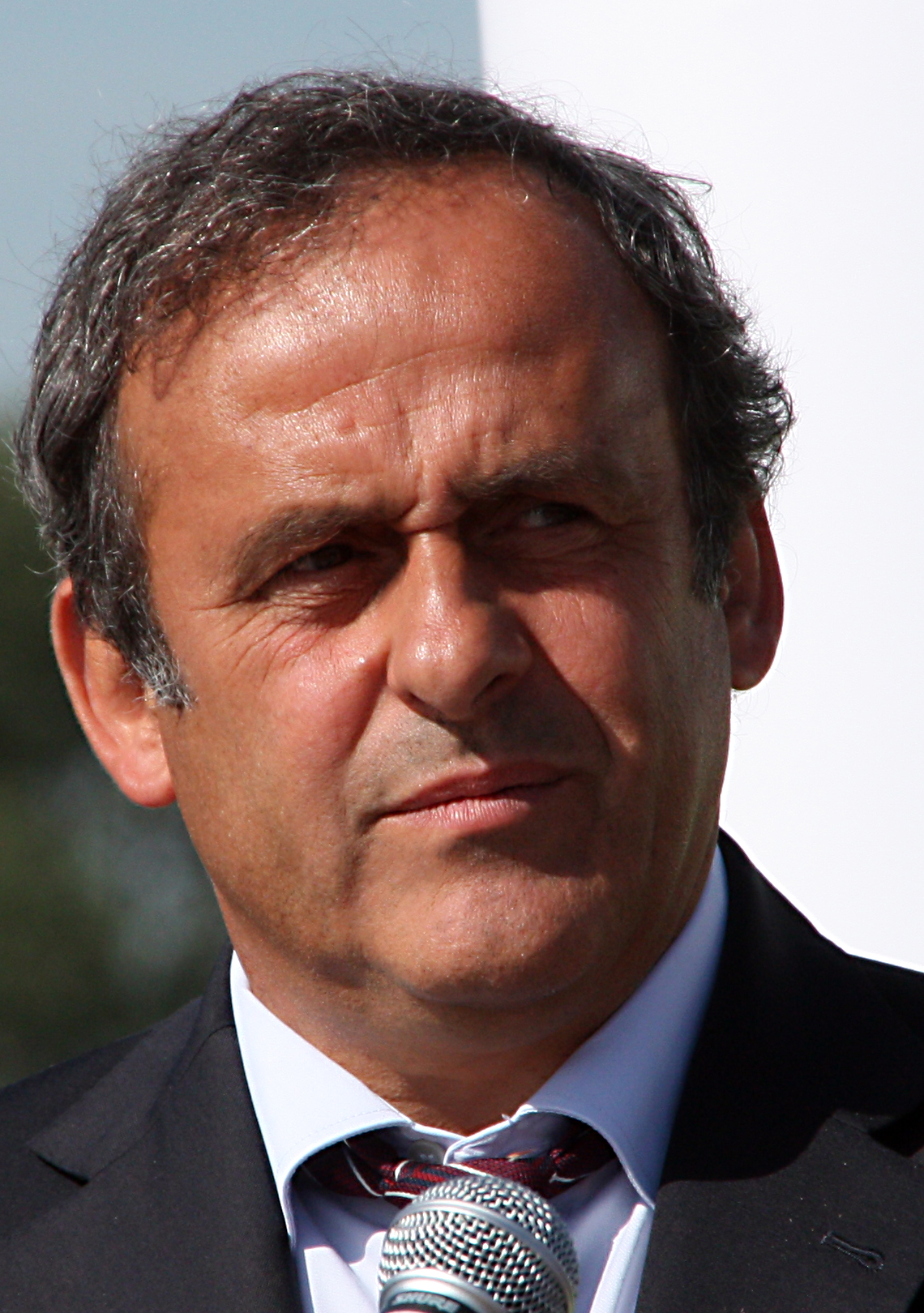
Michel Platini était le capitaine de la France à la victoire lors de l'UEFA Euro 1984.

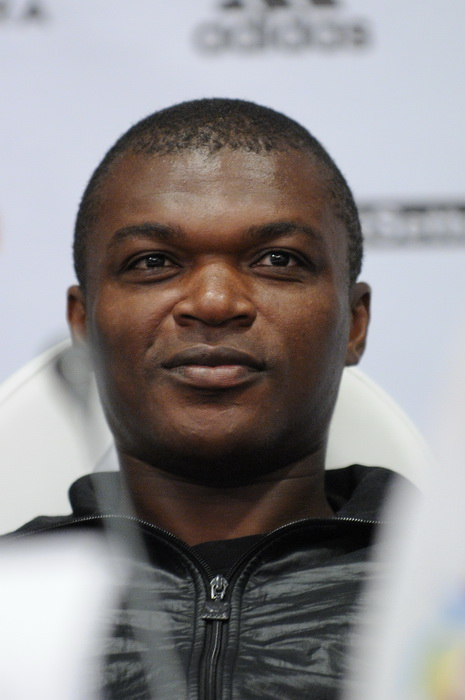
Marcel Desailly capitaine à la victoire en Coupe des Confédérations (2001 et 2003)

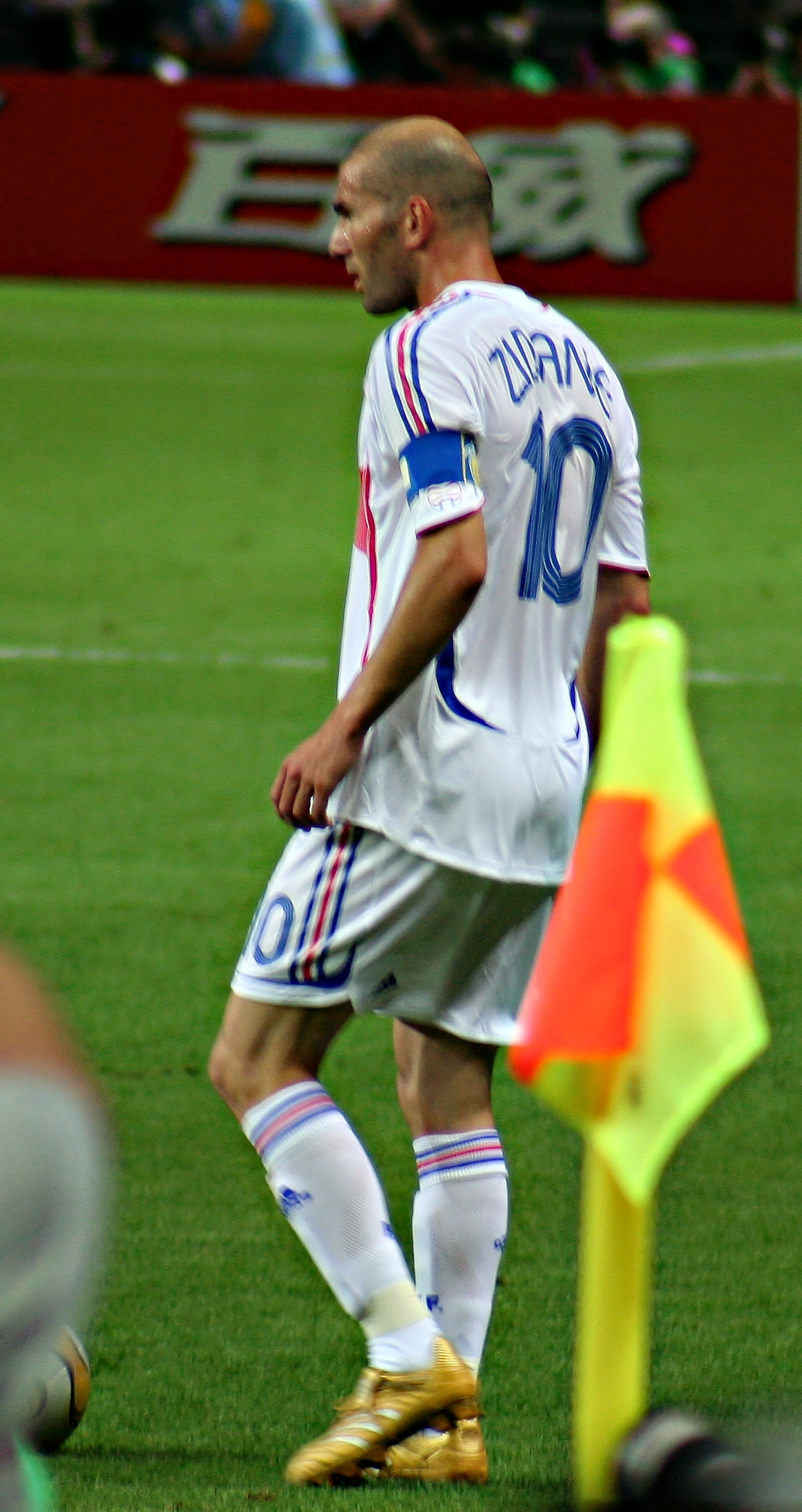
Le meneur de jeu de Zinedine Zidane, capitaine de France à la Coupe du monde FIFA 2006

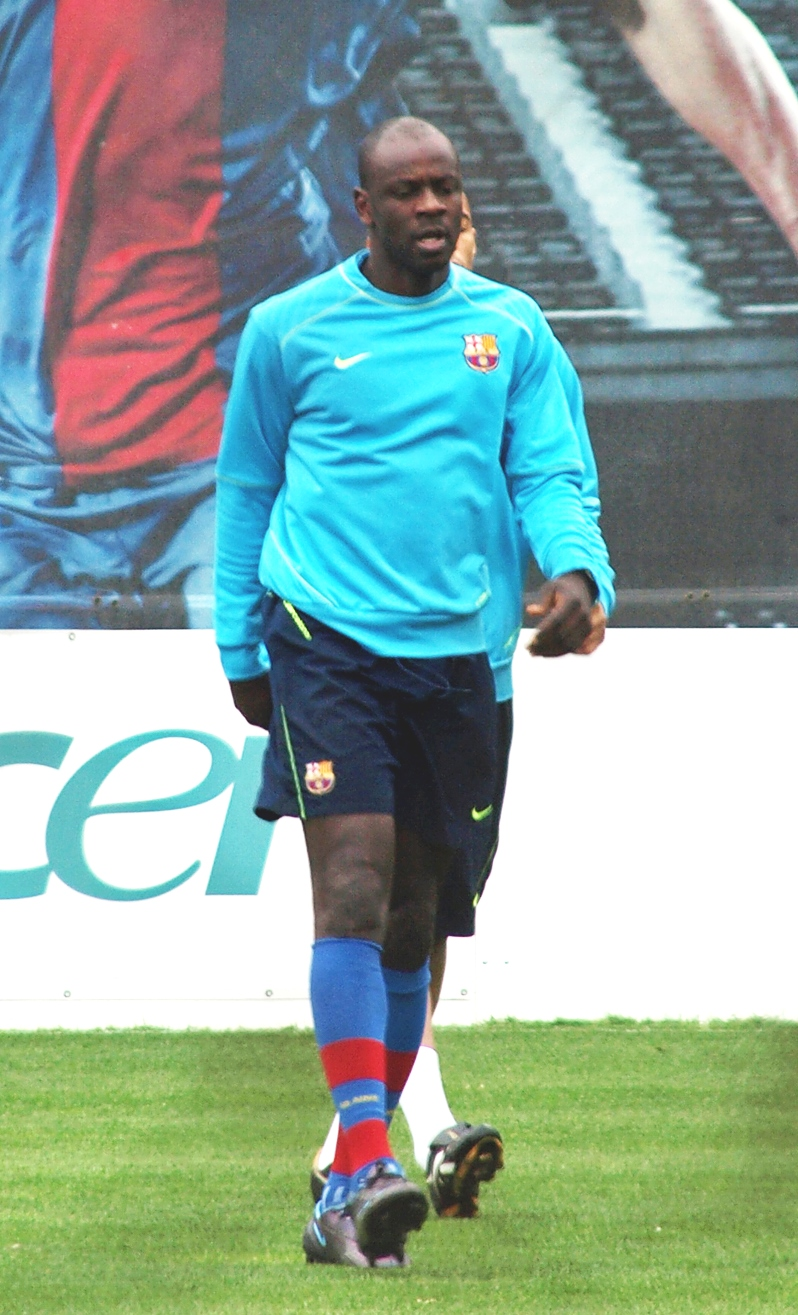
Lilian Thuram était le capitaine de la France à l'Euro 2008.

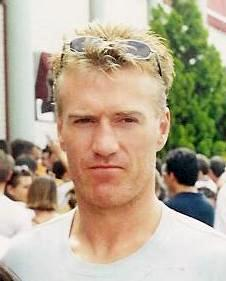
Didier Deschamps est capitaine de l'équipe nationale à l'occasion de la victoire en Coupe du monde 1998 et à l'Euro 2000.

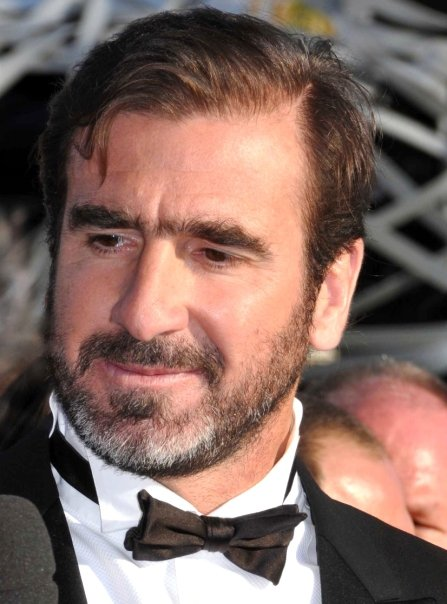
Éric Cantona était le capitaine de France de 1993 à 1995.

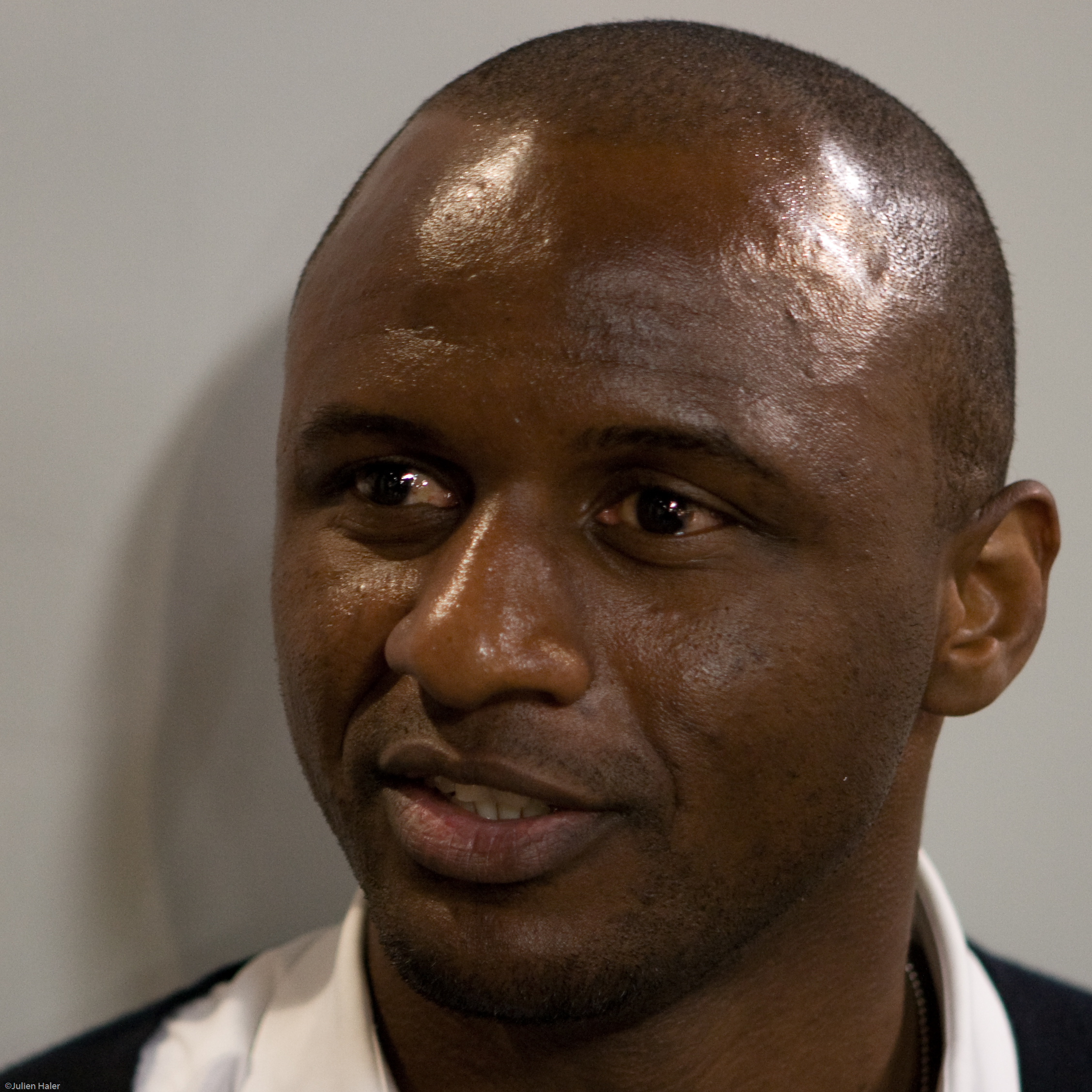
Patrick Vieira était le capitaine de France de temps en temps à partir de 2004 jusqu'à la retraite.

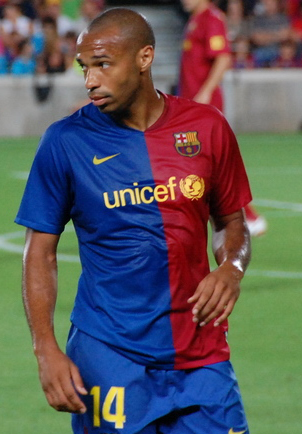
Thierry Henry a été le capitaine de l'équipe nationale de 2008 à 2010.

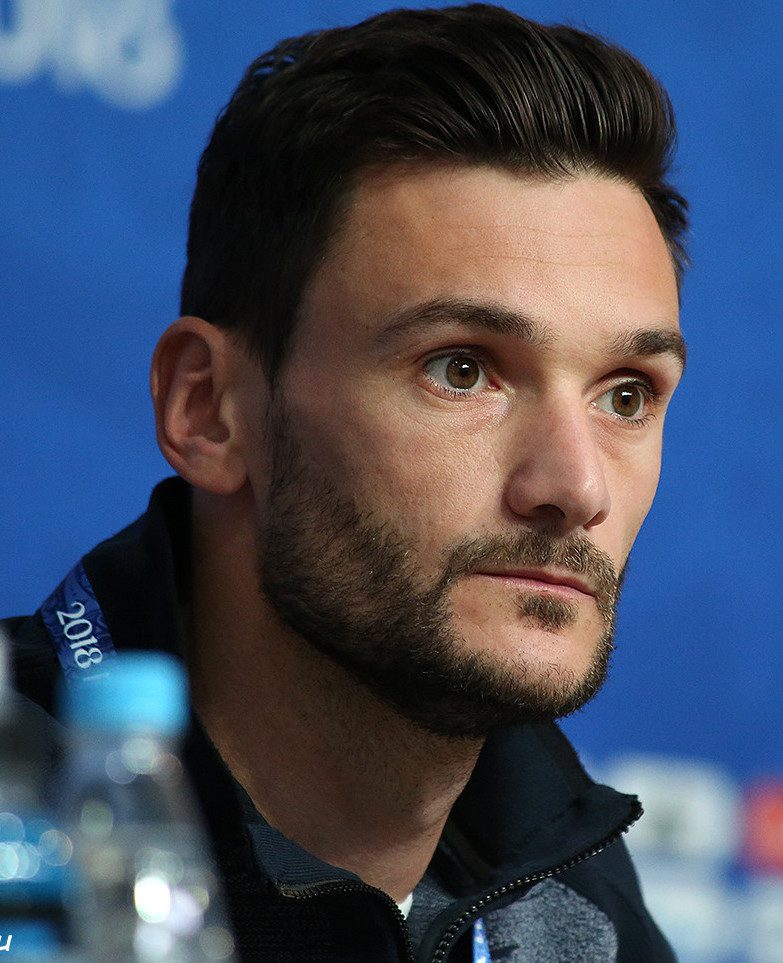
Hugo Lloris, recordman de capitanats, est capitaine de l'équipe nationale à l'occasion de la victoire en Coupe du monde 2018, de la victoire en Ligue des nations 2020-2021 et lors des finales perdues de l'Euro 2016 et de la Coupe du monde 2022.

| #  | Nom                  | Poste | Période internationale | Matchs          | Matchs | Ref     |
| #  | Nom                  | Poste | Période internationale | Comme capitaine | Total  | Ref     |
| -- | -------------------- | ----- | ---------------------- | --------------- | ------ | ------- |
| 1  | Hugo Lloris          | G     | 2008–2022 ctm          | 121             | 145    | [ 27 ]  |
| 2  | Didier Deschamps     | M     | 1989–2000 ctm          | 54              | 103    | [ 28 ]  |
| 3  | Marcel Desailly      | D     | 1993–2004 ctm          | 51              | 116    |         |
| 4  | Michel Platini       | M     | 1976–1987 ctm          | 47              | 72     | [ 29 ]  |
| 5  | Roger Marche         | D     | 1947–1959 ctm          | 42              | 63     | [ 30 ]  |
| 6  | Manuel Amoros        | D     | 1982–1992 ctm          | 30              | 82     | [ 31 ]  |
| 7  | Zinédine Zidane      | M     | 1994–2006 ctm          | 26              | 108    | [ 32 ]  |
| 8  | Marius Trésor        | D     | 1971–1983 ctm          | 24              | 65     | [ 33 ]  |
| 8  | Jean Djorkaeff       | D     | 1964-1972              | 24              | 48     | [ 34 ]  |
| 10 | Thierry Henry        | A     | 1997–2010 ctm          | 21              | 123    |         |
| 10 | Patrick Vieira       | M     | 1997–2009 ctm          | 21              | 107    | [ 35 ]  |
| 12 | Raphaël Varane       | D     | 2013–2022 ctm          | 18              | 93     |         |
| 12 | Paul Nicolas         | A     | 1920–1931 ctm          | 18              | 35     | [ 36 ]  |
| 13 | Kylian Mbappé act    | A     | 2017– ctm              | 17              | 86     |         |
| 13 | Lilian Thuram        | D     | 1994–2008 ctm          | 16              | 142    | [ 37 ]  |
| 15 | Étienne Mattler      | D     | 1930–1940 ctm          | 14              | 46     | [ 38 ]  |
| 16 | Alex Thépot          | G     | 1927–1935 ctm          | 13              | 31     | [ 39 ]  |
| 16 | Jean Ducret          | M     | 1910-1914              | 13              | 20     |         |
| 18 | Georges Bereta       | A     | 1967-1975              | 12              | 44     | [ 40 ]  |
| 18 | Edmond Delfour       | D     | 1929-1938              | 12              | 41     | [ 41 ]  |
| 18 | Jean Baratte         | A     | 1944-1952              | 12              | 32     | [ 42 ]  |
| 21 | Jean-Pierre Papin    | A     | 1986–1995              | 11              | 54     | [ 43 ]  |
| 22 | Bernard Bosquier     | A     | 1964-1972              | 10              | 42     | [ 44 ]  |
| 22 | Raymond Dubly        | D     | 1913–1925 ctm          | 10              | 31     | [ 45 ]  |
| 24 | Laurent Blanc        | D     | 1989–2000 ctm          | 9               | 97     | [ 46 ]  |
| 24 | Robert Jonquet       | D     | 1948–1960 ctm          | 9               | 58     | [ 47 ]  |
| 24 | Henri Michel         | M     | 1967-1980              | 9               | 58     | [ 48 ]  |
| 24 | Éric Cantona         | A     | 1987-1995              | 9               | 45     | [ 49 ]  |
| 24 | Alou Diarra          | M     | 2004–2012 ctm          | 9               | 44     | [ 50 ]  |
| 24 | Christian Lopez      | D     | 1975-1982              | 9               | 39     | [ 51 ]  |
| 24 | Franck Sauzée        | M     | 1988-1993              | 9               | 39     | [ 52 ]  |
| 24 | André Lerond         | D     | 1957-1963              | 9               | 31     | [ 53 ]  |
| 24 | Marcel Artelesa      | D     | 1963–1966 ctm          | 9               | 21     | [ 54 ]  |
| 24 | Lucien Gamblin       | M     | 1911-1923              | 9               | 17     | [ 55 ]  |
| 35 | Armand Penverne      | M     | 1952–1959 ctm          | 7               | 39     | [ 56 ]  |
| 35 | Alfred Aston         | M     | 1934-1946              | 7               | 31     | [ 57 ]  |
| 35 | Marcel Langiller     | A     | 1927-1937              | 7               | 30     | [ 58 ]  |
| 35 | Oscar Heisserer      | M     | 1936-1948              | 7               | 25     | [ 59 ]  |
| 35 | Pierre Allemane      | D     | 1905-1908              | 7               | 7      | [ 60 ]  |
| 40 | Blaise Matuidi       | M     | 2010–2019              | 6               | 84     |         |
| 40 | Maxime Bossis        | D     | 1976-1986              | 6               | 76     | [ 61 ]  |
| 40 | Raymond Kopa         | M     | 1952-1962              | 6               | 45     | [ 62 ]  |
| 43 | Luis Fernandez       | M     | 1982-1992              | 5               | 60     | [ 63 ]  |
| 43 | Patrick Battiston    | D     | 1977–1989 ctm          | 5               | 56     | [ 64 ]  |
| 43 | Jean Vincent         | A     | 1953–1961 ctm          | 5               | 46     | [ 65 ]  |
| 43 | Patrice Évra         | D     | 2004–2016 ctm          | 5               | 81     | [ 66 ]  |
| 43 | Alexandre Villaplane | M     | 1926–1930 ctm          | 5               | 25     | [ 67 ]  |
| 43 | Julien Darui         | G     | 1939-1951              | 5               | 25     | [ 68 ]  |
| 43 | Robert Herbin        | D     | 1960-1968              | 5               | 23     | [ 69 ]  |
| 43 | Henri Bard           | D     | 1913–1923 ctm          | 5               | 18     | [ 70 ]  |
| 51 | Antoine Griezmann    | A     | 2014-2024 ctm          | 4               | 137    |         |
| 51 | Frank Lebœuf         | D     | 1995–2002 ctm          | 4               | 50     | [ 71 ]  |
| 51 | Jean-Jacques Marcel  | M     | 1953-1961              | 4               | 44     | [ 72 ]  |
| 51 | Jules Devaquez       | A     | 1920-1929              | 4               | 41     | [ 73 ]  |
| 51 | Pierre Bernard       | G     | 1960-1965              | 4               | 21     | [ 74 ]  |
| 51 | Claude Quittet       | D     | 1967-1973              | 4               | 16     | [ 75 ]  |
| 51 | Louis Mesnier        | M     | 1904-1913              | 4               | 14     | [ 76 ]  |
| 51 | Henri Pavillard      | M     | 1928-1932              | 4               | 14     | [ 77 ]  |
| 51 | Albert Batteux       | M     | 1948-1949              | 4               | 8      | [ 78 ]  |
| 59 | Éric Abidal          | D     | 2004-2013              | 3               | 67     | [ 79 ]  |
| 59 | Bernard Lama         | G     | 1993-2000              | 3               | 44     | [ 80 ]  |
| 59 | François Hugues      | D     | 1919-1927              | 3               | 24     | [ 81 ]  |
| 59 | Jules Vandooren      | D     | 1933-1942              | 3               | 22     | [ 82 ]  |
| 59 | Marcel Domergue      | M     | 1922-1928              | 3               | 20     | [ 83 ]  |
| 59 | Yvon Douis           | A     | 1957-1965              | 3               | 20     | [ 84 ]  |
| 59 | Jean Prouff          | M     | 1946-1949              | 3               | 17     | [ 85 ]  |
| 59 | Jean-Michel Larqué   | M     | 1969-1976              | 3               | 14     | [ 86 ]  |
| 59 | Robert Budzynski     | D     | 1965-1967              | 3               | 11     | [ 87 ]  |
| 69 | Olivier Giroud       | A     | 2011-2024              | 2               | 137    |         |
| 69 | Fabien Barthez       | G     | 1994-2006              | 2               | 87     | [ 88 ]  |
| 69 | Steve Mandanda       | G     | 2008-2022              | 2               | 35     |         |
| 69 | Philippe Mexès       | D     | 2002-2012              | 2               | 29     | [ 89 ]  |
| 69 | Presnel Kimpembe     | D     | 2018-2022              | 2               | 28     |         |
| 69 | René Ferrier         | M     | 1958-1964              | 2               | 24     | [ 90 ]  |
| 69 | Éric Di Meco         | D     | 1989-1996              | 2               | 23     | [ 91 ]  |
| 69 | Maurice Cottenet     | G     | 1920-1927              | 2               | 18     | [ 92 ]  |
| 69 | Gaston Barreau       | M     | 1911-1914              | 2               | 12     |         |
| 69 | Étienne Jourde       | A     | 1910-1914              | 2               | 8      |         |
| 69 | Fernand Canelle      | D     | 1904-1908              | 2               | 6      | [ 93 ]  |
| 69 | Daniel Eon           | G     | 1966-1967              | 2               | 3      | [ 94 ]  |
| 81 | Karim Benzema        | A     | 2007-2022              | 1               | 97     | [ 95 ]  |
| 81 | Sylvain Wiltord      | A     | 1999-2006              | 1               | 92     | [ 96 ]  |
| 81 | William Gallas       | D     | 2002-2010              | 1               | 84     | [ 97 ]  |
| 81 | Florent Malouda      | M     | 2004-2012              | 1               | 80     | [ 98 ]  |
| 81 | Robert Pirès         | M     | 1996–2004 ctm          | 1               | 79     | [ 99 ]  |
| 81 | N'Golo Kanté act     | M     | 2016- ctm              | 1               | 63     |         |
| 81 | Jean Tigana          | M     | 1980-1988              | 1               | 52     | [ 100 ] |
| 81 | Alain Giresse        | M     | 1974-1986              | 1               | 47     | [ 101 ] |
| 81 | Roger Piantoni       | A     | 1952-1961              | 1               | 37     | [ 102 ] |
| 81 | Georges Lech         | A     | 1963-1973              | 1               | 35     | [ 103 ] |
| 81 | Samir Nasri          | M     | 2007-2013              | 1               | 41     | [ 104 ] |
| 81 | Bruno Martini        | G     | 1987-1996              | 1               | 31     | [ 105 ] |
| 81 | Antoine Cuissard     | M     | 1946-1954              | 1               | 27     | [ 106 ] |
| 81 | Jean Nicolas         | A     | 1933-1938              | 1               | 25     | [ 107 ] |
| 81 | Alain Roche          | D     | 1988-1996              | 1               | 25     | [ 108 ] |
| 81 | Philippe Bonnardel   | M     | 1920-1927              | 1               | 23     | [ 109 ] |
| 81 | Roger Courtois       | A     | 1933-1947              | 1               | 22     | [ 110 ] |
| 81 | Ibrahima Konaté act  | D     | 2022- ctm              | 1               | 21     |         |
| 81 | Jean-Marc Guillou    | M     | 1974-1978              | 1               | 19     | [ 111 ] |
| 81 | Vincent Guérin       | M     | 1993–1996              | 1               | 19     | [ 112 ] |
| 81 | Roger Rio            | M     | 1933-1937              | 1               | 18     | [ 113 ] |
| 81 | Paul Le Guen         | M     | 1993-1995              | 1               | 17     | [ 114 ] |
| 81 | Joseph Kaucsar       | M     | 1931-1934              | 1               | 15     | [ 115 ] |
| 81 | Georges Verriest     | M     | 1933-1936              | 1               | 14     | [ 116 ] |
| 81 | Gabriel Hanot        | D     | 1908-1919              | 1               | 12     | [ 117 ] |
| 81 | André Chardar        | D     | 1930-1933              | 1               | 12     | [ 118 ] |
| 81 | Marius Royet         | A     | 1904-1908              | 1               | 9      | [ 119 ] |
| 81 | Albert Jourda        | M     | 1914-1924              | 1               | 7      | [ 120 ] |
| 81 | André François       | D     | 1906-1908              | 1               | 6      | [ 121 ] |
| 81 | Louis Cazal          | M     | 1927-1930              | 1               | 6      | [ 122 ] |
| 81 | Jacques Mairesse     | D     | 1927-1934              | 1               | 6      | [ 123 ] |
| 81 | Robert Lemaître      | D     | 1953-1954              | 1               | 2      |         |
| 81 | René Bonnet          | D     | 1914                   | 1               | 1      | [ 124 ] |

| act | Toujours actif en équipe nationale           |                   |                   |
| ctm | Capitaine de l'équipe dans un Tournoi Majeur |                   |                   |
| G   | Gardien de but                               | Gardien de but    | Gardien de but    |
| D   | Défenseur                                    | Défenseur         | Défenseur         |
| M   | Milieu de terrain                            | Milieu de terrain | Milieu de terrain |
| A   | Attaquant                                    | Attaquant         | Attaquant         |

## Par période
| Période   | Capitaine            | Vice-capitaines                                                                                                |
| --------- | -------------------- | --- |
| 1904-1905 | Fernand Canelle      | |
| 1905-1908 | Pierre Allemane      | Marius Royet , André François                                                                                  |
| 1910-1914 | Jean Ducret          | Étienne Jourde , Louis Mesnier , Gaston Barreau                                                                |
| 1920-1922 | Lucien Gamblin       | Henri Bard |
| 1922-1925 | Raymond Dubly        | François Hugues                                                                                                |
| 1925-1930 | Paul Nicolas         | Jules Devaquez , Marcel Domergue                                                                               |
| 1930      | Alexandre Villaplane | |
| 1930-1931 | Henri Pavillard      | |
| 1931-1933 | Alex Thépot          | Marcel Langiller                                                                                               |
| 1933-1938 | Edmond Delfour       | Étienne Mattler , Jules Vandooren                                                                              |
| 1938-1940 | Étienne Mattler      | |
| 1944-1946 | Alfred Aston         | |
| 1946-1948 | Oscar Heisserer      | Julien Darui                                                                                                   |
| 1949-1952 | Jean Baratte         | Roger Marche                                                                                                   |
| 1952-1959 | Roger Marche         | Robert Jonquet , Armand Penverne , Raymond Kopa                                                                |
| 1960-1961 | Jean-Jacques Marcel  | |
| 1961-1963 | André Lerond         | |
| 1965-1966 | Marcel Artelesa      | |
| 1967-1969 | Bernard Bosquier     | |
| 1969-1972 | Jean Djorkaeff       | |
| 1972-1973 | Claude Quittet       | |
| 1973-1975 | Georges Bereta       | |
| 1975-1976 | Henri Michel         | |
| 1976-1979 | Marius Trésor        | Christian Lopez                                                                                                |
| 1979-1987 | Michel Platini       | Marius Trésor , Maxime Bossis , Patrick Battiston                                                              |
| 1987-1988 | Luis Fernandez       | Manuel Amoros                                                                                                  |
| 1988-1992 | Manuel Amoros        | Luis Fernandez , Franck Sauzée                                                                                 |
| 1992-1993 | Jean-Pierre Papin    | |
| 1993-1995 | Éric Cantona         | |
| 1995-1996 | Rotation             | Paul Le Guen , Didier Deschamps , Alain Roche , Bernard Lama , Marcel Desailly , Éric Di Meco , Vincent Guérin |
| 1996-2000 | Didier Deschamps     | Laurent Blanc , Marcel Desailly                                                                                |
| 2000-2004 | Marcel Desailly      | Zinédine Zidane                                                                                                |
| 2004-2005 | Patrick Vieira       | Fabien Barthez , Robert Pirès, Sylvain Wiltord                                                                 |
| 2005-2006 | Zinédine Zidane      | Patrick Vieira , Fabien Barthez, Lilian Thuram                                                                 |
| 2006-2008 | Patrick Vieira       | Lilian Thuram                                                                                                  |
| 2008      | Lilian Thuram        | Thierry Henry                                                                                                  |
| 2008-2010 | Thierry Henry        | Patrick Vieira , Éric Abidal , William Gallas                                                                  |
| 2010      | Patrice Évra         | Alou Diarra |
| 2010-2011 | Alou Diarra          | Philippe Mexès , Hugo Lloris, Éric Abidal, Florent Malouda, Samir Nasri, Steve Mandanda                        |
| 2011-2022 | Hugo Lloris          | Raphaël Varane , Steve Mandanda , Blaise Matuidi, Karim Benzema, Olivier Giroud , Antoine Griezmann            |
| 2023-     | Kylian Mbappé        | Antoine Griezmann, N'Golo Kanté, Aurélien Tchouaméni, Ibrahima Konaté                                          |

## Capitaines expulsés
| Capitaine           | Date             | Lieu                                    | Adversaire | Score             | Compétition                                         | Minute   |
| ------------------- | ---------------- | --------------------------------------- | ---------- | ----------------- | --------------------------------------------------- | -------- |
| Frank Lebœuf        | 1er juin 2001    | Stade de Daegu, Daegu, Corée du Sud     | Australie  | D 0 - 1           | Premier tour de la Coupe des confédérations 2001    | 59e, 78e |
| Patrick Vieira      | 8 septembre 2004 | Tórsvøllur, Tórshavn, Îles Féroé        | Îles Féroé | V 2 - 0           | Éliminatoires de la Coupe du monde 2006             | 19e, 55e |
| Zinédine Zidane     | 9 juillet 2006   | Olympiastadion, Berlin, Allemagne       | Italie     | N 1 - 1 3-5 t.a.b | Finale de la Coupe du monde 2006                    | 110e     |
| Aurélien Tchouaméni | 14 octobre 2024  | Stade Roi Baudouin, Bruxelles, Belgique | Belgique   | V 2 - 1           | Ligue A de la Ligue des nations de l'UEFA 2024-2025 | 24e, 76e |